# ディオンテ・ジョンソン
ディオンテ・ラマーカス・ジョンソン（ Diontae Lamarcus Johnson、1996年7月5日 - ）は、アメリカ合衆国フロリダ州ラスキン出身のアメリカンフットボール選手。ポジションはワイドレシーバー（WR）。NFLのクリーブランド・ブラウンズに所属している。
カレッジフットボールはトレド大学でプレーをし、2019年のNFLドラフトで3巡目全体66位指名をされ、ピッツバーグ・スティーラーズに入団した。

## 大学時代
ジョンソンは、2015年から2018年までの3年間トレド大学でプレーした。チーム在籍中に、135回のキャッチで2,235ヤードと23タッチダウン、4回のラッシュで26ヤードを記録した。最高の記録を残した2年生シーズンには、74回のキャッチで1,278ヤード、13回のタッチダウンを記録した。

### 大学時代の成績
| シーズン | チーム     | クラス   | 出場 | レシービング | レシービング | レシービング   | レシービング |
| シーズン | チーム     | クラス   | 出場 | 回数         | 獲得ヤード   | 平均獲得ヤード | TD           |
| -------- | ---------- | -------- | ---- | ------------ | ------------ | -------------- | ------------ |
| 2015     | トレド大学 | 1年生    | 11   | 12           | 196          | 16.3           | 2            |
| 2017     | トレド大学 | 2年生    | 14   | 74           | 1,278        | 17.3           | 13           |
| 2018     | トレド大学 | 3年生    | 13   | 49           | 761          | 15.5           | 8            |
| キャリア | キャリア   | キャリア | 38   | 135          | 2,235        | 16.6           | 23           |

## プロキャリア
| 5 ft 10+1⁄2 in (179 cm)     | 183 lb (83 kg) | 30+3⁄4 in (78 cm) | 9 in (23 cm) | 4.53 s | 4.45 s | 7.09 s | 33.5 in (85 cm) | 10 ft 3 in (3.12 m) | 15 回 |
| All values from NFL Combine |                |                   |              |        |        |        |                 |                     |       |

### ピッツバーグ・スティーラーズ

#### 2019年
2019年のNFLドラフトで3巡目全体66位指名をされ、スティーラーズに入団した。この指名権はアントニオ・ブラウンをオークランド・レイダースにトレードして獲得したものだった。
第1週のペイトリオッツ戦が、NFLでの初出場となった。この試合では、3回のキャッチで25ヤードを記録した。第3週のフォーティナイナーズ戦では、キャリア初のタッチダウンを記録した。第8週のドルフィンズ戦では、45ヤードのタッチダウンを含む、この時のキャリア最高の5回のキャッチで84ヤードを記録した。第11週のサーズデーナイトフットボールでのブラウンズ戦で、脳震盪を起こした。第14週のカージナルス戦では、6回のキャッチで60ヤード、1タッチダウン、また、パントリターンにおいて85ヤードのリターンタッチダウンをし、AFCスペシャルチームプレーヤー・オブ・ザ・ウィークを獲得した。2020年1月3日、ジョンソンはパントリターンスペシャリストとしてNFLオールプロのセカンドチームに選ばれた。2019年シーズンを通して、ジョンソンは59回のキャッチで680ヤード、5タッチダウンを記録した。

#### 2020年
ジョンソンは、15試合で88回のキャッチと923ヤード、7回のタッチダウンで2020年シーズンを終えた。彼はシーズン中に2試合の100ヤード越えの試合があった。
プレーオフのワイルドカードラウンドでのブラウンズ戦で、ジョンソンは11回のキャッチで117ヤードを記録した。

#### 2021年
ジョンソンは、16試合に出場し、107回のキャッチで1,161ヤード、8タッチダウンを記録し、2021年シーズンを終えた。
ベンガルズのワイドレシーバーのジャマーチェイスがスーパーボウル出場のためにプロボウル出場を見送ったため、キャリア初のプロボウル出場を果たした。

#### 2022年
2022年8月4日、ジョンソンはスティーラーズと2700万ドルの保証金を含む、2年間で3671万ドルの契約延長にサインした。

#### 2023年
13試合に出場し、51回のキャッチで717ヤード、5タッチダウンを記録した。

### カロライナ・パンサーズ
2024年3月12日、ドンテ・ジャクソンと2024年のドラフト6巡指名権を対価に、ドラフト7巡指名権と共にカロライナ・パンサーズへトレードされた。

### ボルチモア・レイブンズ
2024年10月29日、2025年のドラフト5巡指名権を対価に、ドラフト6巡指名権と共にボルチモア・レイブンズへトレードされた。4試合で1回しかキャッチを出来ず、第13週のフィラデルフィア・イーグルス戦で出場を拒否したため、チームから1試合の出場停止処分を受け、12月20日に放出された。

### ヒューストン・テキサンズ
2024年12月23日、ウェイバー公示を経て、タンク・デルの負傷によりレシーバーを求めていたヒューストン・テキサンズへ移籍した。ロサンゼルス・チャージャーズとのワイルドカードゲームでは1回のキャッチで12ヤードを獲得したが、カンザスシティ・チーフスとのディビジョナルゲームを前に放出された。

### クリーブランド・ブラウンズ
2025年5月5日、クリーブランド・ブラウンズと保証額のない1年契約で合意した。

### NFLキャリア成績
| レギュラーシーズン | レギュラーシーズン | レギュラーシーズン | レギュラーシーズン | レギュラーシーズン | レギュラーシーズン | レギュラーシーズン | レギュラーシーズン | レギュラーシーズン | レギュラーシーズン | レギュラーシーズン | レギュラーシーズン | レギュラーシーズン | レギュラーシーズン | レギュラーシーズン | レギュラーシーズン | レギュラーシーズン | レギュラーシーズン | レギュラーシーズン | レギュラーシーズン | レギュラーシーズン |
| 年度               | チーム             | 試合               | 試合               | レシーブ           | レシーブ           | レシーブ           | レシーブ           | レシーブ           | ラン               | ラン               | ラン               | ラン               | ラン               | リターン           | リターン           | リターン           | リターン           | リターン           | ファンブル         | ファンブル         |
| 年度               | チーム             | 出場               | 先発               | 回数               | 獲得ヤード         | 平均獲得ヤード     | 最長獲得ヤード     | TD                 | 回数               | 獲得ヤード         | 平均獲得ヤード     | 最長獲得ヤード     | TD                 | 回数               | 獲得ヤード         | 平均獲得ヤード     | 最長獲得ヤード     | TD                 | 回数               | ロスト             |
| ------------------ | ------------------ | ------------------ | ------------------ | ------------------ | ------------------ | ------------------ | ------------------ | ------------------ | ------------------ | ------------------ | ------------------ | ------------------ | ------------------ | ------------------ | ------------------ | ------------------ | ------------------ | ------------------ | ------------------ | ------------------ |
| 2019               | PIT                | 16                 | 12                 | 59                 | 680                | 11.5               | 45                 | 5                  | 4                  | 41                 | 10.3               | 17                 | 0                  | 20                 | 248                | 12.4               | 85                 | 1                  | 5                  | 2                  |
| 2020               | PIT                | 15                 | 13                 | 88                 | 923                | 10.5               | 47                 | 7                  | 3                  | 15                 | 5.0                | 9                  | 0                  | 9                  | 82                 | 9.1                | 24                 | 0                  | 2                  | 1                  |
| 2021               | PIT                | 16                 | 14                 | 107                | 1,161              | 10.9               | 50                 | 8                  | 5                  | 53                 | 10.6               | 25                 | 0                  | —                  | —                  | —                  | —                  | —                  | 2                  | 2                  |
| Total              | Total              | 47                 | 39                 | 254                | 2,764              | 10.9               | 50                 | 20                 | 12                 | 109                | 8.0                | 17                 | 0                  | 29                 | 330                | 11.4               | 85                 | 1                  | 9                  | 5                  |
| プレーオフ         |                    |                    |                    |                    |                    |                    |                    |                    |                    |                    |                    |                    |                    |                    |                    |                    |                    |                    |                    |                    |
| 2020               | PIT                | 1                  | 1                  | 11                 | 117                | 10.6               | 19                 | 0                  | —                  | —                  | —                  | —                  | —                  | —                  | —                  | —                  | —                  | —                  | —                  | —                  |
| 2021               | PIT                | 1                  | 1                  | 5                  | 34                 | 6.8                | 13                 | 1                  | —                  | —                  | —                  | —                  | —                  | —                  | —                  | —                  | —                  | —                  | —                  | —                  |
| Total              | Total              | 2                  | 2                  | 16                 | 151                | 9.4                | 19                 | 1                  | —                  | —                  | —                  | —                  | —                  | —                  | —                  | —                  | —                  | —                  | —                  | —                  |

- 2021年度シーズン終了時
- 太字は自身最高記録